# Malaien in Thailand
Thailändische Malaien (malaiisch orang Melayu Thai) oder Malaiische Thailänder (thailändisch ชาวไทยเชื้อสายมลายู, Chao Thai Chuea Sai Malayu) sind Bezeichnungen für die etwa 1,9 Millionen ethnischen Malaien in Thailand. Nach Malaysia und Indonesien bilden die südlichsten Provinzen Narathiwat, Pattani und Yala in Thailand das drittgrößte Siedlungsgebiet von Malaien weltweit. Die Angehörigen dieser Gruppe bezeichnen sich selbst als Jawi (Pattani-malaiisch oré Jawi, standardmalaiisch orang Jawi).

## Geschichte
Infolge der kulturellen Unterschiede zur Thai-Bevölkerung und eines von staatlicher Seite ausgeübten Assimilierungsdrucks (Thaiisierung) kam es wiederholt zu – auch gewaltsamen – Auseinandersetzungen. Versuche der Assimilierung begannen bereits nach der Unterwerfung des ehemaligen islamischen Königreichs Patani im 14. Jahrhundert durch das buddhistische Königreich Sukhothai, doch haben sich separatistische Tendenzen der Malaien in Thailand nie ganz unterdrücken lassen.

## Siedlungsgebiete
Neben den drei südlichsten Provinzen Thailands gibt es Siedlungsgebiete der thailändischen Malaien in Teilen der Provinz Songkhla und in Trang sowie, in geringerer Konzentration entlang der gesamten thailändischen Andamanenseeküste (Krabi, Phuket, Phang-nga bis nach Ranong), also in beträchtlicher Entfernung zu Malaysia. Auch in der thailändischen Hauptstadt Bangkok findet sich eine größere Population.
Von den Malaien zu unterscheiden ist die ebenfalls muslimische Gruppe der Sam-Sam. Diese sprechen einen alten südthailändischen Dialekt, der mit einigen malaiischen Wörtern durchsetzt ist. Ihre Kultur ist, abgesehen von der Religion, stark von der südthailändischen geprägt. Die Sam-Sam bilden die Bevölkerungsmehrheit in der Provinz Satun. Unter ihnen gibt es keine öffentlich wahrnehmbare separatistischen Bestrebungen. Daneben gibt es eine Minderheit an Sam-Sam in den Provinzen Songkhla, Phatthalung, Trang, Krabi und Phang Nga sowie in den malaysischen Staaten Kedah, Perak und Perlis. 
Im Vergleich zu den 1,9 Millionen Malaien in Thailand leben etwa 60.000 Thais in Malaysia.